# 海湖新区
海湖新区，位于中華人民共和國青海省西宁市城西区，規劃面积为10.84平方公里，而湿地建设面积约占1.1平方公里。境內有青海体育中心、火烧沟、海湖湿地公园、药王泉遗址公园、海湖广场、湟水河景观。